# Elecciones provinciales de Santa Cruz de 2011
Las elecciones generales 2011 de la provincia de Santa Cruz se realizaron en 23 de octubre de 2011 junto con las elecciones presidenciales en Argentina. Se eligieron gobernador y vicegobernador, 3 senadores nacionales, 2 diputados nacionales, 24 diputados provinciales y 14 intendentes. Fue reelecto gobernador Daniel Peralta, quien ya había triunfado en 2007.

## Diputados por municipio
| Distrito                    | Localidades incluidas                                                                              |
| --------------------------- | -------------------------------------------------------------------------------------------------- |
| 28 de Noviembre             | - 28 de Noviembre                                                                                  |
| Caleta Olivia               | - Caleta Olivia - Cañadón Seco - Estancia Cañadón Seco y Caleta Olivia                             |
| Comandante Luis Piedrabuena | - Comandante Luis Piedrabuena - Estancia Comandante Luis Piedrabuena                               |
| El Calafate                 | - El Calafate - Tres Lagos - El Chaltén                                                            |
| Gobernador Gregores         | - Gobernador Gregores - Estancia Gobernador Gregores - Tamel Aike                                  |
| Las Heras                   | - Las Heras - Estancia Las Heras                                                                   |
| Los Antiguos                | - Los Antiguos - Hipólito Yrigoyen                                                                 |
| Perito Moreno               | - Perito Moreno - Estancia Perito Moreno - Bajo Caracoles                                          |
| Pico Truncado               | - Pico Truncado - Estancia Pico Truncado y Koluel Kayke - Gobernador Moyano - Jaramillo y Fitz Roy |
| Puerto Deseado              | - Puerto Deseado - Estancia Puerto Deseado                                                         |
| Puerto San Julián           | - Puerto San Julián - Estancia Puerto San Julián                                                   |
| Puerto Santa Cruz           | - Puerto Santa Cruz - Estancia Puerto Santa Cruz                                                   |
| Río Gallegos                | - Río Gallegos - Estancia Río Gallegos - Esperanza                                                 |
| Río Turbio                  | - Río Turbio - Estancia Río Turbio                                                                 |

## Resultados

### Gobernador y vicegobernador
| Fórmula                | Fórmula                 | Partido/Alianza       | Partido/Alianza                                 | Votos   | %     |
| Gobernador             | Vicegobernador          | Partido/Alianza       | Partido/Alianza                                 | Votos   | %     |
| ---------------------- | ----------------------- | --------------------- | ----------------------------------------------- | ------- | ----- |
| Daniel Peralta         | Fernando Cotillo        |                       | Frente para la Victoria Santacruceña            | 72.519  | 51,24 |
| Eduardo Raúl Costa     | Daniel Gardonio         |                       | Unión para Vivir Mejor                          | 64.900  | 45,85 |
| Jorge Marcelo Cepernic | María Pía Pérez Gallart |                       | Encuentro Ciudadano Sur (MST - PSur - PTP - EC) | 2.624   | 1,85  |
| Norma Dina Villamayor  | Joaquina Avendaño       |                       | Partido Obrero                                  | 1.498   | 1,06  |
| Votos positivos        | Votos positivos         | Votos positivos       | Votos positivos                                 | 141.541 | 92,56 |
| Votos en blanco        | Votos en blanco         | Votos en blanco       | Votos en blanco                                 | 10.093  | 6,60  |
| Votos anulados         | Votos anulados          | Votos anulados        | Votos anulados                                  | 1.290   | 0,84  |
| Participación          | Participación           | Participación         | Participación                                   | 152.924 | 76,56 |
| Electores registrados  | Electores registrados   | Electores registrados | Electores registrados                           | 199.749 | 100   |
| Fuente:                |                         |                       |                                                 |         |       |

### Cámara de Diputados
| Partido/Alianza       | Partido/Alianza                                 | Diputado provincial | Diputado provincial | Diputado provincial | Diputado por municipio | Diputado por municipio | Diputado por municipio | Bancas totales |
| Partido/Alianza       | Partido/Alianza                                 | Votos               | %                   | Bancas              | Votos al lema          | %                      | Bancas                 | Bancas totales |
| --------------------- | ----------------------------------------------- | ------------------- | ------------------- | ------------------- | ---------------------- | ---------------------- | ---------------------- | -------------- |
|                       | Frente para la Victoria Santacruceña            | 70.685              | 62,23               | 8/10                | 80.484                 | 65,66                  | 14/14                  | 22/24          |
|                       | Unión para Vivir Mejor                          | 26.414              | 23,26               | 2/10                | 37.707                 | 30,76                  |                        | 2/24           |
|                       | Coalición Cívica ARI                            | 5.152               | 4,54                |                     | —                      | —                      |                        |                |
|                       | Partido Socialista                              | 3.743               | 3,30                | —                   | —                      |                        |                        |                |
|                       | Encuentro Ciudadano Sur (MST - PSur - PTP - EC) | 3.343               | 2,94                | 2.481               | 2,02                   |                        |                        |                |
|                       | Partido Obrero                                  | 2.188               | 1,93                | 1.352               | 1,10                   |                        |                        |                |
|                       | Unidos por Santa Cruz                           | 2.058               | 1,81                | —                   | —                      |                        |                        |                |
|                       | Unión y Participación Vecinal                   | —                   | —                   | 558                 | 0,46                   |                        |                        |                |
| Votos positivos       | Votos positivos                                 | 113.583             | 74,27               | 122.582             | 80,16                  |                        |                        |                |
| Votos en blanco       | Votos en blanco                                 | 37.988              | 24,84               | 28.617              | 18,71                  |                        |                        |                |
| Votos nulos           | Votos nulos                                     | 1.353               | 0,88                | 1.725               | 1,13                   |                        |                        |                |
| Participación         | Participación                                   | 152.924             | 76,56               | 152.924             | 76,56                  |                        |                        |                |
| Electores registrados | Electores registrados                           | 199.749             | 100                 | 199.749             | 100                    |                        |                        |                |
| Fuente:               |                                                 |                     |                     |                     |                        |                        |                        |                |

#### Resultados por municipios
| 28 de Noviembre 1 Diputado                          | 28 de Noviembre 1 Diputado                    | 28 de Noviembre 1 Diputado        | 28 de Noviembre 1 Diputado    | 28 de Noviembre 1 Diputado | 28 de Noviembre 1 Diputado | 28 de Noviembre 1 Diputado | 28 de Noviembre 1 Diputado |
| Lema                                                | Lema                                          | Sublema                           | Candidato                     | Sublema                    | Sublema                    | Lema                       | Lema                       |
| Lema                                                | Lema                                          | Sublema                           | Candidato                     | Votos                      | %                          | Votos                      | %                          |
| --------------------------------------------------- | --------------------------------------------- | --------------------------------- | ----------------------------- | -------------------------- | -------------------------- | -------------------------- | -------------------------- |
|                                                     | Frente para la Victoria Santacruceña          | Frente de la Victoria de 28       | Horacio Páez                  | 700                        | 26,61                      | 2.631                      | 77,70                      |
| 28 Somos Todos                                      | Frente para la Victoria Santacruceña          | Jorge Luis Ivovich                | 517                           | 19,65                      |                            | 2.631                      | 77,70                      |
| Compromiso y Trabajo                                | Frente para la Victoria Santacruceña          | Armando Rosales                   | 422                           | 16,04                      |                            | 2.631                      | 77,70                      |
| Por 28 Otra Idea Mejor                              | Frente para la Victoria Santacruceña          | Víctor Aranea                     | 387                           | 14,71                      |                            | 2.631                      | 77,70                      |
| 13 de Agosto                                        | Frente para la Victoria Santacruceña          | Gabriel Torrengo                  | 349                           | 13,26                      |                            | 2.631                      | 77,70                      |
| Proyecto Joven por 28                               | Frente para la Victoria Santacruceña          | María de los Ángeles Hernández    | 256                           | 9,73                       |                            | 2.631                      | 77,70                      |
|                                                     | Unión para Vivir Mejor en 28 de Noviembre     | Unión Cívica para el Desarrollo   | Alberto Barrozo               | 212                        | 30,24                      | 701                        | 20,70                      |
| Todos Juntos por 28                                 | Unión para Vivir Mejor en 28 de Noviembre     | Néstor Fabián Díaz                | 190                           | 27,10                      |                            | 701                        | 20,70                      |
| 28 para Todos                                       | Unión para Vivir Mejor en 28 de Noviembre     | René Alberto Díaz                 | 110                           | 15,69                      |                            | 701                        | 20,70                      |
| Unamos Nuestras Ideas                               | Unión para Vivir Mejor en 28 de Noviembre     | Cintia Rosana Ruiz Soto           | 100                           | 14,27                      |                            | 701                        | 20,70                      |
| Unión por 28                                        | Unión para Vivir Mejor en 28 de Noviembre     | Daniel Alberto Laguna             | 89                            | 12,70                      |                            | 701                        | 20,70                      |
|                                                     | Partido Obrero                                | —                                 | Ramón Arévalo                 | —                          | —                          | 54                         | 1,59                       |
| Votos positivos                                     | Votos positivos                               | Votos positivos                   | Votos positivos               | Votos positivos            | Votos positivos            | 3.386                      | 83,19                      |
| Votos en blanco                                     | Votos en blanco                               | Votos en blanco                   | Votos en blanco               | Votos en blanco            | Votos en blanco            | 631                        | 15,50                      |
| Votos nulos                                         | Votos nulos                                   | Votos nulos                       | Votos nulos                   | Votos nulos                | Votos nulos                | 53                         | 1,30                       |
| Participación                                       | Participación                                 | Participación                     | Participación                 | Participación              | Participación              | 4.070                      | 74,54                      |
| Electores registrados                               | Electores registrados                         | Electores registrados             | Electores registrados         | Electores registrados      | Electores registrados      | 5.460                      | 100                        |
| Caleta Olivia 1 Diputado                            |                                               |                                   |                               |                            |                            |                            |                            |
| Lema                                                | Lema                                          | Sublema                           | Candidato                     | Sublema                    | Sublema                    | Lema                       | Lema                       |
| Lema                                                | Lema                                          | Sublema                           | Candidato                     | Votos                      | %                          | Votos                      | %                          |
|                                                     | Frente para la Victoria Santacruceña          | Mejor para Todos                  | Alexis Quintana               | 5.466                      | 42,62                      | 12.825                     | 60,10                      |
| Con Todos por Caleta                                | Frente para la Victoria Santacruceña          | Osvaldo Cabrera                   | 4.619                         | 36,02                      |                            | 12.825                     | 60,10                      |
| La Mejor Opción es con Vos                          | Frente para la Victoria Santacruceña          | Pablo Fernández                   | 1.451                         | 11,31                      |                            | 12.825                     | 60,10                      |
| Caleta Gana                                         | Frente para la Victoria Santacruceña          | Roberto Martínez                  | 592                           | 4,62                       |                            | 12.825                     | 60,10                      |
| Frente Renovador Caletense                          | Frente para la Victoria Santacruceña          | Clara Montenegro                  | 363                           | 2,83                       |                            | 12.825                     | 60,10                      |
| Socialismo Activo                                   | Frente para la Victoria Santacruceña          | Marcelo Gómez                     | 334                           | 2,60                       |                            | 12.825                     | 60,10                      |
|                                                     | Unión para Vivir Mejor en Caleta Olivia       | Todos por Caleta                  | Heraldo Juan Manni            | 2.152                      | 27,72                      | 7.764                      | 36,38                      |
| Caleta va a Estar Mejor                             | Unión para Vivir Mejor en Caleta Olivia       | María Fernanda Franco             | 1.817                         | 23,40                      |                            | 7.764                      | 36,38                      |
| Lista Roja Amigos del Pueblo                        | Unión para Vivir Mejor en Caleta Olivia       | D. D.                             | 1.240                         | 15,97                      |                            | 7.764                      | 36,38                      |
| Por una Sociedad más Justa y Armónica               | Unión para Vivir Mejor en Caleta Olivia       | Hugo Zuárez                       | 1.130                         | 14,55                      |                            | 7.764                      | 36,38                      |
| Lista Blanca de Todos                               | Unión para Vivir Mejor en Caleta Olivia       | Héctor Omar Gómez                 | 538                           | 6,93                       |                            | 7.764                      | 36,38                      |
| Movimiento Comunidad Unida                          | Unión para Vivir Mejor en Caleta Olivia       | Mario Raúl Godoy                  | 414                           | 5,33                       |                            | 7.764                      | 36,38                      |
| Cambio Radical                                      | Unión para Vivir Mejor en Caleta Olivia       | Enrique Alfredo Muñoz             | 340                           | 4,38                       |                            | 7.764                      | 36,38                      |
| Juntos Sí                                           | Unión para Vivir Mejor en Caleta Olivia       | Julio Argentino López             | 133                           | 1,71                       |                            | 7.764                      | 36,38                      |
|                                                     | Partido Obrero                                | —                                 | Claudia Fernández             | —                          | —                          | 423                        | 1,98                       |
|                                                     | Encuentro Ciudadano                           | Opción Transformadora             | Jorge Ramón Grazón            | —                          | —                          | 327                        | 1,53                       |
| Votos positivos                                     | Votos positivos                               | Votos positivos                   | Votos positivos               | Votos positivos            | Votos positivos            | 21.339                     | 73,54                      |
| Votos en blanco                                     | Votos en blanco                               | Votos en blanco                   | Votos en blanco               | Votos en blanco            | Votos en blanco            | 7.279                      | 25,09                      |
| Votos nulos                                         | Votos nulos                                   | Votos nulos                       | Votos nulos                   | Votos nulos                | Votos nulos                | 399                        | 1,38                       |
| Participación                                       | Participación                                 | Participación                     | Participación                 | Participación              | Participación              | 29.017                     | 80,10                      |
| Electores registrados                               | Electores registrados                         | Electores registrados             | Electores registrados         | Electores registrados      | Electores registrados      | 36.225                     | 100                        |
| Comandante Luis Piedrabuena 1 Diputado              |                                               |                                   |                               |                            |                            |                            |                            |
| Lema                                                | Lema                                          | Sublema                           | Candidato                     | Sublema                    | Sublema                    | Lema                       | Lema                       |
| Lema                                                | Lema                                          | Sublema                           | Candidato                     | Votos                      | %                          | Votos                      | %                          |
|                                                     | Frente para la Victoria Santacruceña          | Primero Piedrabuena               | Federico Bodlovic Chaparrotti | 1.644                      | 58,44                      | 2.813                      | 81,54                      |
| Piedrabuena Somos Todos                             | Frente para la Victoria Santacruceña          | Carlos Castro                     | 935                           | 33,24                      |                            | 2.813                      | 81,54                      |
| Por mi Pueblo y su Gente                            | Frente para la Victoria Santacruceña          | Irina Vidal                       | 234                           | 8,32                       |                            | 2.813                      | 81,54                      |
|                                                     | Unión para Vivir Mejor en Piedrabuena         | La Mejor Opción                   | Jorge Antonio Larrosa         | —                          | —                          | 637                        | 18,46                      |
| Votos positivos                                     | Votos positivos                               | Votos positivos                   | Votos positivos               | Votos positivos            | Votos positivos            | 3.450                      | 90,86                      |
| Votos en blanco                                     | Votos en blanco                               | Votos en blanco                   | Votos en blanco               | Votos en blanco            | Votos en blanco            | 335                        | 8,82                       |
| Votos nulos                                         | Votos nulos                                   | Votos nulos                       | Votos nulos                   | Votos nulos                | Votos nulos                | 12                         | 0,32                       |
| Participación                                       | Participación                                 | Participación                     | Participación                 | Participación              | Participación              | 3.797                      | 70,84                      |
| Electores registrados                               | Electores registrados                         | Electores registrados             | Electores registrados         | Electores registrados      | Electores registrados      | 5.360                      | 100                        |
| El Calafate 1 Diputado                              |                                               |                                   |                               |                            |                            |                            |                            |
| Lema                                                | Lema                                          | Sublema                           | Candidato                     | Sublema                    | Sublema                    | Lema                       | Lema                       |
| Lema                                                | Lema                                          | Sublema                           | Candidato                     | Votos                      | %                          | Votos                      | %                          |
|                                                     | Frente para la Victoria Santacruceña          | Primero Calafate                  | Miguel Ángel Guanes           | 4.985                      | 67,39                      | 7.397                      | 91,32                      |
| La Esperanza Vuelve                                 | Frente para la Victoria Santacruceña          | Erico Kahlke                      | 2.412                         | 32,61                      |                            | 7.397                      | 91,32                      |
|                                                     | Encuentro Ciudadano                           | Compromiso y Participación        | Fernando Gabriel Cervo        | 375                        | 53,34                      | 703                        | 8,68                       |
| Por los Derechos de Todos                           | Encuentro Ciudadano                           | Guillermo Eduardo Steller         | 328                           | 46,66                      |                            | 703                        | 8,68                       |
| Votos positivos                                     | Votos positivos                               | Votos positivos                   | Votos positivos               | Votos positivos            | Votos positivos            | 8.100                      | 80,65                      |
| Votos en blanco                                     | Votos en blanco                               | Votos en blanco                   | Votos en blanco               | Votos en blanco            | Votos en blanco            | 1.863                      | 18,55                      |
| Votos nulos                                         | Votos nulos                                   | Votos nulos                       | Votos nulos                   | Votos nulos                | Votos nulos                | 80                         | 0,80                       |
| Participación                                       | Participación                                 | Participación                     | Participación                 | Participación              | Participación              | 10.043                     | 68,18                      |
| Electores registrados                               | Electores registrados                         | Electores registrados             | Electores registrados         | Electores registrados      | Electores registrados      | 14.731                     | 100                        |
| Gobernador Gregores 1 Diputado                      |                                               |                                   |                               |                            |                            |                            |                            |
| Lema                                                | Lema                                          | Sublema                           | Candidato                     | Sublema                    | Sublema                    | Lema                       | Lema                       |
| Lema                                                | Lema                                          | Sublema                           | Candidato                     | Votos                      | %                          | Votos                      | %                          |
|                                                     | Frente para la Victoria Santacruceña          | Juntos por Gregores               | Héctor Pedro Venett           | 459                        | 34,38                      | 1.335                      | 69,75                      |
| Generación K                                        | Frente para la Victoria Santacruceña          | Isabel Idiana Costas              | 425                           | 31,81                      |                            | 1.335                      | 69,75                      |
| Generación Vial                                     | Frente para la Victoria Santacruceña          | Jorge Adolfo Turinetto            | 418                           | 31,31                      |                            | 1.335                      | 69,75                      |
| Un Sol para Gregores                                | Frente para la Victoria Santacruceña          | Verónica Beatriz Torres           | 33                            | 2,47                       |                            | 1.335                      | 69,75                      |
|                                                     | Unión para Vivir Mejor en Gobernador Gregores | Unidos por el Cambio              | María Elena Briamonte         | 189                        | 32,64                      | 579                        | 30,25                      |
| Por Vos, Para Vos                                   | Unión para Vivir Mejor en Gobernador Gregores | Araceli Ruth Aguirre              | 176                           | 30,40                      |                            | 579                        | 30,25                      |
| Juntos para Cambiar                                 | Unión para Vivir Mejor en Gobernador Gregores | Oscar Sosa                        | 133                           | 22,97                      |                            | 579                        | 30,25                      |
| Confianza, Compromiso y Unidad                      | Unión para Vivir Mejor en Gobernador Gregores | Marcelo Vinett                    | 81                            | 13,99                      |                            | 579                        | 30,25                      |
| Votos positivos                                     | Votos positivos                               | Votos positivos                   | Votos positivos               | Votos positivos            | Votos positivos            | 1.914                      | 87,32                      |
| Votos en blanco                                     | Votos en blanco                               | Votos en blanco                   | Votos en blanco               | Votos en blanco            | Votos en blanco            | 269                        | 12,27                      |
| Votos nulos                                         | Votos nulos                                   | Votos nulos                       | Votos nulos                   | Votos nulos                | Votos nulos                | 9                          | 0,41                       |
| Participación                                       | Participación                                 | Participación                     | Participación                 | Participación              | Participación              | 2.192                      | 74,81                      |
| Electores registrados                               | Electores registrados                         | Electores registrados             | Electores registrados         | Electores registrados      | Electores registrados      | 2.930                      | 100                        |
| Las Heras 1 Diputado                                |                                               |                                   |                               |                            |                            |                            |                            |
| Lema                                                | Lema                                          | Sublema                           | Candidato                     | Sublema                    | Sublema                    | Lema                       | Lema                       |
| Lema                                                | Lema                                          | Sublema                           | Candidato                     | Votos                      | %                          | Votos                      | %                          |
|                                                     | Frente para la Victoria Santacruceña          | Todos por Las Heras               | Darío Esteban Galván          | 1.406                      | 27,66                      | 5.084                      | 66,28                      |
| Opción Peronista                                    | Frente para la Victoria Santacruceña          | Carlos Waldemar Szymczak          | 1.255                         | 24,69                      |                            | 5.084                      | 66,28                      |
| Alternativa Peronista                               | Frente para la Victoria Santacruceña          | Erica Lucy Jaramillo              | 772                           | 15,18                      |                            | 5.084                      | 66,28                      |
| Integración                                         | Frente para la Victoria Santacruceña          | Gustavo Javier Antecao            | 752                           | 14,79                      |                            | 5.084                      | 66,28                      |
| Las Heras por un Cambio                             | Frente para la Victoria Santacruceña          | Jacinto Ramón Macias              | 526                           | 10,35                      |                            | 5.084                      | 66,28                      |
| Entre Todos Podemos                                 | Frente para la Victoria Santacruceña          | Rubén Lino Crespi                 | 289                           | 5,68                       |                            | 5.084                      | 66,28                      |
| Cambio Socialista                                   | Frente para la Victoria Santacruceña          | Pedro Orlando Terrera             | 84                            | 1,66                       |                            | 5.084                      | 66,28                      |
|                                                     | Unión para Vivir Mejor en Las Heras           | Tiempo Nuevo                      | Justino Adolfo Ogas           | 751                        | 37,03                      | 2.028                      | 26,44                      |
| Proyectando el Futuro                               | Unión para Vivir Mejor en Las Heras           | José María Sabelli                | 433                           | 21,35                      |                            | 2.028                      | 26,44                      |
| Juntos por Las Heras                                | Unión para Vivir Mejor en Las Heras           | Rosa Emperatriz Razuri            | 395                           | 19,48                      |                            | 2.028                      | 26,44                      |
| Proyecto Alternativo                                | Unión para Vivir Mejor en Las Heras           | Oscar Rubén Vázquez               | 281                           | 13,86                      |                            | 2.028                      | 26,44                      |
| Inclusión, Esperanza, Trabajo y Progreso para Todos | Unión para Vivir Mejor en Las Heras           | Miguel Ángel Yerera               | 150                           | 7,40                       |                            | 2.028                      | 26,44                      |
| Por Las Heras                                       | Unión para Vivir Mejor en Las Heras           | Miguel Ángel Yerera               | 18                            | 0,89                       |                            | 2.028                      | 26,44                      |
|                                                     | Unión y Participación Vecinal                 | —                                 | Marcos Rubén Vega             | —                          | —                          | 558                        | 7,28                       |
| Votos positivos                                     | Votos positivos                               | Votos positivos                   | Votos positivos               | Votos positivos            | Votos positivos            | 7.670                      | 79,42                      |
| Votos en blanco                                     | Votos en blanco                               | Votos en blanco                   | Votos en blanco               | Votos en blanco            | Votos en blanco            | 1.917                      | 19,85                      |
| Votos nulos                                         | Votos nulos                                   | Votos nulos                       | Votos nulos                   | Votos nulos                | Votos nulos                | 71                         | 0,74                       |
| Participación                                       | Participación                                 | Participación                     | Participación                 | Participación              | Participación              | 9.658                      | 74,55                      |
| Electores registrados                               | Electores registrados                         | Electores registrados             | Electores registrados         | Electores registrados      | Electores registrados      | 12.955                     | 100                        |
| Los Antiguos 1 Diputado                             |                                               |                                   |                               |                            |                            |                            |                            |
| Lema                                                | Lema                                          | Sublema                           | Candidato                     | Sublema                    | Sublema                    | Lema                       | Lema                       |
| Lema                                                | Lema                                          | Sublema                           | Candidato                     | Votos                      | %                          | Votos                      | %                          |
|                                                     | Frente para la Victoria Santacruceña          | Los Antiguos Somos Todos          | Sebastián Gatti               | 366                        | 39,06                      | 937                        | 51,68                      |
| Trabajar para Cambiar                               | Frente para la Victoria Santacruceña          | Miguel Ángel Méndez               | 312                           | 33,30                      |                            | 937                        | 51,68                      |
| Compromiso y Lealtad                                | Frente para la Victoria Santacruceña          | Ariel Favio Morales               | 259                           | 27,64                      |                            | 937                        | 51,68                      |
|                                                     | Unión para Vivir Mejor en Los Antiguos        | Cambiemos para Crecer             | Félix Valenciano              | 245                        | 28,69                      | 854                        | 47,10                      |
| Nuevo Movimiento                                    | Unión para Vivir Mejor en Los Antiguos        | Horacio Bernardo Asiadin          | 242                           | 28,34                      |                            | 854                        | 47,10                      |
| Unidos por el Cambio                                | Unión para Vivir Mejor en Los Antiguos        | Juan Carlos Blasco                | 108                           | 12,65                      |                            | 854                        | 47,10                      |
| Fuerza, Realidad y Confianza                        | Unión para Vivir Mejor en Los Antiguos        | Adelina Elida Méndez              | 106                           | 12,41                      |                            | 854                        | 47,10                      |
| Por la Esperanza de un Cambio Nuevo                 | Unión para Vivir Mejor en Los Antiguos        | Oscar Jesús García                | 70                            | 8,20                       |                            | 854                        | 47,10                      |
| Unidos por Santa Cruz                               | Unión para Vivir Mejor en Los Antiguos        | Juan Ignacio Díaz                 | 57                            | 6,67                       |                            | 854                        | 47,10                      |
| Compromiso y Acción                                 | Unión para Vivir Mejor en Los Antiguos        | Raúl Arcángel Mimica              | 26                            | 3,04                       |                            | 854                        | 47,10                      |
|                                                     | Partido Obrero                                | —                                 | Favio Seguel                  | —                          | —                          | 22                         | 1,21                       |
| Votos positivos                                     | Votos positivos                               | Votos positivos                   | Votos positivos               | Votos positivos            | Votos positivos            | 1.813                      | 90,97                      |
| Votos en blanco                                     | Votos en blanco                               | Votos en blanco                   | Votos en blanco               | Votos en blanco            | Votos en blanco            | 154                        | 7,73                       |
| Votos nulos                                         | Votos nulos                                   | Votos nulos                       | Votos nulos                   | Votos nulos                | Votos nulos                | 26                         | 1,30                       |
| Participación                                       | Participación                                 | Participación                     | Participación                 | Participación              | Participación              | 1993                       | 79,31                      |
| Electores registrados                               | Electores registrados                         | Electores registrados             | Electores registrados         | Electores registrados      | Electores registrados      | 2.513                      | 100                        |
| Perito Moreno 1 Diputado                            |                                               |                                   |                               |                            |                            |                            |                            |
| Lema                                                | Lema                                          | Sublema                           | Candidato                     | Sublema                    | Sublema                    | Lema                       | Lema                       |
| Lema                                                | Lema                                          | Sublema                           | Candidato                     | Votos                      | %                          | Votos                      | %                          |
|                                                     | Frente para la Victoria Santacruceña          | La Fuerza de Perito               | Silvio Rubén Suárez           | 926                        | 46,96                      | 1.972                      | 77,30                      |
| La Leyenda Continúa                                 | Frente para la Victoria Santacruceña          | Claudio Gayet                     | 322                           | 16,33                      |                            | 1.972                      | 77,30                      |
| Juntos por Perito                                   | Frente para la Victoria Santacruceña          | Claudio Gayet                     | 258                           | 13,08                      |                            | 1.972                      | 77,30                      |
| Frente Joven para la Victoria                       | Frente para la Victoria Santacruceña          | Flavio Javier Puricelli           | 237                           | 12,02                      |                            | 1.972                      | 77,30                      |
| Militancia y Renovación                             | Frente para la Victoria Santacruceña          | Ezequiel Raúl Morisio             | 117                           | 5,93                       |                            | 1.972                      | 77,30                      |
| Corriente Peritense                                 | Frente para la Victoria Santacruceña          | Tomás Roberto Alonso              | 112                           | 5,68                       |                            | 1.972                      | 77,30                      |
|                                                     | Unión para Vivir Mejor en Perito Moreno       | Marchemos con Esperanza           | Néstor Raúl Moro              | 362                        | 62,52                      | 579                        | 22,70                      |
| Sumar para Crecer                                   | Unión para Vivir Mejor en Perito Moreno       | Jaime Audon Valle                 | 217                           | 37,48                      |                            | 579                        | 22,70                      |
| Votos positivos                                     | Votos positivos                               | Votos positivos                   | Votos positivos               | Votos positivos            | Votos positivos            | 2.551                      | 89,26                      |
| Votos en blanco                                     | Votos en blanco                               | Votos en blanco                   | Votos en blanco               | Votos en blanco            | Votos en blanco            | 295                        | 10,32                      |
| Votos nulos                                         | Votos nulos                                   | Votos nulos                       | Votos nulos                   | Votos nulos                | Votos nulos                | 12                         | 0,42                       |
| Participación                                       | Participación                                 | Participación                     | Participación                 | Participación              | Participación              | 2.858                      | 77,31                      |
| Electores registrados                               | Electores registrados                         | Electores registrados             | Electores registrados         | Electores registrados      | Electores registrados      | 3.697                      | 100                        |
| Pico Truncado 1 Diputado                            |                                               |                                   |                               |                            |                            |                            |                            |
| Lema                                                | Lema                                          | Sublema                           | Candidato                     | Sublema                    | Sublema                    | Lema                       | Lema                       |
| Lema                                                | Lema                                          | Sublema                           | Candidato                     | Votos                      | %                          | Votos                      | %                          |
|                                                     | Frente para la Victoria Santacruceña          | Primero Pico Truncado             | Manuel Sotomayor              | 2.722                      | 38,91                      | 6.995                      | 79,81                      |
| La Corriente                                        | Frente para la Victoria Santacruceña          | Luis Alfredo Mascherini           | 1.805                         | 25,80                      |                            | 6.995                      | 79,81                      |
| Truncado Siempre Adelante                           | Frente para la Victoria Santacruceña          | Carlos Laperchuk                  | 890                           | 12,72                      |                            | 6.995                      | 79,81                      |
| Adelante Truncado                                   | Frente para la Victoria Santacruceña          | Marcelo Alejandro Fuentes         | 827                           | 11,82                      |                            | 6.995                      | 79,81                      |
| Por un Truncado para Todos                          | Frente para la Victoria Santacruceña          | Margarita del Carmen Benítez      | 456                           | 6,52                       |                            | 6.995                      | 79,81                      |
| Pueblo para Todos                                   | Frente para la Victoria Santacruceña          | Juan Carlos Nieto                 | 295                           | 4,22                       |                            | 6.995                      | 79,81                      |
|                                                     | Unión para Vivir Mejor en Pico Truncado       | Vamos por el Cambio               | Aris Alberto Kiessling Ojeda  | 493                        | 32,54                      | 1.515                      | 17,28                      |
| Para Vivir Mejor en Truncado                        | Unión para Vivir Mejor en Pico Truncado       | Jorge Hugo Villagra               | 281                           | 18,55                      |                            | 1.515                      | 17,28                      |
| Yo Quiero el Cambio ¿Y Vos?                         | Unión para Vivir Mejor en Pico Truncado       | Sandra Viviana Carrizo            | 245                           | 16,17                      |                            | 1.515                      | 17,28                      |
| Tenele Fe                                           | Unión para Vivir Mejor en Pico Truncado       | Sandra Viviana Carrizo            | 207                           | 13,66                      |                            | 1.515                      | 17,28                      |
| Participación para el Cambio                        | Unión para Vivir Mejor en Pico Truncado       | Jorge Hugo Villagra               | 150                           | 9,90                       |                            | 1.515                      | 17,28                      |
| Facón Grande                                        | Unión para Vivir Mejor en Pico Truncado       | Daniel Horacio Díaz               | 139                           | 9,17                       |                            | 1.515                      | 17,28                      |
|                                                     | Encuentro Ciudadano                           | Opción Transformadora Progresista | Fernando Andrés Cruz          | 177                        | 69,41                      | 255                        | 2,91                       |
| Frente Encuentro Sur                                | Encuentro Ciudadano                           | Jorge Bilbao                      | 78                            | 30,59                      |                            | 255                        | 2,91                       |
| Votos positivos                                     | Votos positivos                               | Votos positivos                   | Votos positivos               | Votos positivos            | Votos positivos            | 8.765                      | 72,25                      |
| Votos en blanco                                     | Votos en blanco                               | Votos en blanco                   | Votos en blanco               | Votos en blanco            | Votos en blanco            | 3.272                      | 26,97                      |
| Votos nulos                                         | Votos nulos                                   | Votos nulos                       | Votos nulos                   | Votos nulos                | Votos nulos                | 94                         | 0,77                       |
| Participación                                       | Participación                                 | Participación                     | Participación                 | Participación              | Participación              | 12.131                     | 78,58                      |
| Electores registrados                               | Electores registrados                         | Electores registrados             | Electores registrados         | Electores registrados      | Electores registrados      | 15.437                     | 100                        |
| Puerto Deseado 1 Diputado                           |                                               |                                   |                               |                            |                            |                            |                            |
| Lema                                                | Lema                                          | Sublema                           | Candidato                     | Sublema                    | Sublema                    | Lema                       | Lema                       |
| Lema                                                | Lema                                          | Sublema                           | Candidato                     | Votos                      | %                          | Votos                      | %                          |
|                                                     | Frente para la Victoria Santacruceña          | Vamos por Deseado                 | Roberto Fernández             | 2.009                      | 43,86                      | 4.581                      | 75,76                      |
| Frente de la Esperanza                              | Frente para la Victoria Santacruceña          | Sergio Viotti                     | 1.627                         | 35,52                      |                            | 4.581                      | 75,76                      |
| Otro Deseado es Posible                             | Frente para la Victoria Santacruceña          | Pablo Pérez                       | 398                           | 8,69                       |                            | 4.581                      | 75,76                      |
| La Hora del Pueblo                                  | Frente para la Victoria Santacruceña          | Ramón Alis                        | 358                           | 7,81                       |                            | 4.581                      | 75,76                      |
| Frente Unificador Deseadense                        | Frente para la Victoria Santacruceña          | Valerio Escobar                   | 189                           | 4,13                       |                            | 4.581                      | 75,76                      |
|                                                     | Unión para Vivir Mejor en Puerto Deseado      | Por un Deseado Mejor              | Marcelo Román Rosas           | 1.233                      | 84,11                      | 1.466                      | 24,24                      |
| Por un Deseado para Todos                           | Unión para Vivir Mejor en Puerto Deseado      | Griselda Elizabeth Alegre         | 119                           | 8,12                       |                            | 1.466                      | 24,24                      |
| Por el Deseado que Merecemos                        | Unión para Vivir Mejor en Puerto Deseado      | Arístides Roberto Córdoba         | 114                           | 7,78                       |                            | 1.466                      | 24,24                      |
| Votos positivos                                     | Votos positivos                               | Votos positivos                   | Votos positivos               | Votos positivos            | Votos positivos            | 6.047                      | 84,11                      |
| Votos en blanco                                     | Votos en blanco                               | Votos en blanco                   | Votos en blanco               | Votos en blanco            | Votos en blanco            | 1.093                      | 15,50                      |
| Votos nulos                                         | Votos nulos                                   | Votos nulos                       | Votos nulos                   | Votos nulos                | Votos nulos                | 49                         | 0,68                       |
| Participación                                       | Participación                                 | Participación                     | Participación                 | Participación              | Participación              | 7.189                      | 71,38                      |
| Electores registrados                               | Electores registrados                         | Electores registrados             | Electores registrados         | Electores registrados      | Electores registrados      | 10.072                     | 100                        |
| Puerto San Julián 1 Diputado                        |                                               |                                   |                               |                            |                            |                            |                            |
| Lema                                                | Lema                                          | Sublema                           | Candidato                     | Sublema                    | Sublema                    | Lema                       | Lema                       |
| Lema                                                | Lema                                          | Sublema                           | Candidato                     | Votos                      | %                          | Votos                      | %                          |
|                                                     | Frente para la Victoria Santacruceña          | Nueva Referencia                  | Leonardo Álvarez              | 1.603                      | 66,76                      | 2.401                      | 56,67                      |
| Color Esperanza                                     | Frente para la Victoria Santacruceña          | Luis Carlos Díaz                  | 798                           | 33,24                      |                            | 2.401                      | 56,67                      |
|                                                     | Unión para Vivir Mejor en Puerto San Julián   | Presente con Futuro               | Omar Horacio Fernández        | 920                        | 55,39                      | 1.661                      | 39,20                      |
| Tu Municipio en el Barrio                           | Unión para Vivir Mejor en Puerto San Julián   | Roberto Omar Aristimuño           | 741                           | 44,61                      |                            | 1.661                      | 39,20                      |
|                                                     | Encuentro Ciudadano                           | —                                 | Alberto Eduardo Rossi         | —                          | —                          | 175                        | 4,13                       |
| Votos positivos                                     | Votos positivos                               | Votos positivos                   | Votos positivos               | Votos positivos            | Votos positivos            | 4.237                      | 85,46                      |
| Votos en blanco                                     | Votos en blanco                               | Votos en blanco                   | Votos en blanco               | Votos en blanco            | Votos en blanco            | 675                        | 13,61                      |
| Votos nulos                                         | Votos nulos                                   | Votos nulos                       | Votos nulos                   | Votos nulos                | Votos nulos                | 46                         | 0,93                       |
| Participación                                       | Participación                                 | Participación                     | Participación                 | Participación              | Participación              | 4.958                      | 74,51                      |
| Electores registrados                               | Electores registrados                         | Electores registrados             | Electores registrados         | Electores registrados      | Electores registrados      | 6.654                      | 100                        |
| Puerto Santa Cruz 1 Diputado                        |                                               |                                   |                               |                            |                            |                            |                            |
| Lema                                                | Lema                                          | Sublema                           | Candidato                     | Sublema                    | Sublema                    | Lema                       | Lema                       |
| Lema                                                | Lema                                          | Sublema                           | Candidato                     | Votos                      | %                          | Votos                      | %                          |
|                                                     | Frente para la Victoria Santacruceña          | Juntos por Puerto Santa Cruz      | Alejandro Victoria            | 891                        | 40,08                      | 2.223                      | 93,72                      |
| Renovando Esperanzas                                | Frente para la Victoria Santacruceña          | Rosa Yáñez                        | 613                           | 27,58                      |                            | 2.223                      | 93,72                      |
| Juntos por Más                                      | Frente para la Victoria Santacruceña          | Esteban Sesnich                   | 373                           | 16,78                      |                            | 2.223                      | 93,72                      |
| Primero Santa Cruz                                  | Frente para la Victoria Santacruceña          | Aníbal Pernas                     | 346                           | 15,56                      |                            | 2.223                      | 93,72                      |
|                                                     | Unión para Vivir Mejor en Puerto Santa Cruz   | Integración Social                | María Luisa Fernández         | 88                         | 59,06                      | 149                        | 6,28                       |
| Proyecto 2011                                       | Unión para Vivir Mejor en Puerto Santa Cruz   | María Cristina Florez             | 61                            | 40,94                      |                            | 149                        | 6,28                       |
| Votos positivos                                     | Votos positivos                               | Votos positivos                   | Votos positivos               | Votos positivos            | Votos positivos            | 2.372                      | 92,48                      |
| Votos en blanco                                     | Votos en blanco                               | Votos en blanco                   | Votos en blanco               | Votos en blanco            | Votos en blanco            | 168                        | 6,55                       |
| Votos nulos                                         | Votos nulos                                   | Votos nulos                       | Votos nulos                   | Votos nulos                | Votos nulos                | 25                         | 0,97                       |
| Participación                                       | Participación                                 | Participación                     | Participación                 | Participación              | Participación              | 2.565                      | 70,90                      |
| Electores registrados                               | Electores registrados                         | Electores registrados             | Electores registrados         | Electores registrados      | Electores registrados      | 3.618                      | 100                        |
| Río Gallegos 1 Diputado                             |                                               |                                   |                               |                            |                            |                            |                            |
| Lema                                                | Lema                                          | Sublema                           | Candidato                     | Sublema                    | Sublema                    | Lema                       | Lema                       |
| Lema                                                | Lema                                          | Sublema                           | Candidato                     | Votos                      | %                          | Votos                      | %                          |
|                                                     | Frente para la Victoria Santacruceña          | Por la Ciudad que Queremos        | Mauricio Gómez Bull           | 7.485                      | 29,50                      | 25.371                     | 55,04                      |
| Por Río Gallegos                                    | Frente para la Victoria Santacruceña          | Luis Alberto Maraschin            | 4.825                         | 19,02                      |                            | 25.371                     | 55,04                      |
| Sumate                                              | Frente para la Victoria Santacruceña          | Osvaldo Scippo                    | 3.870                         | 15,25                      |                            | 25.371                     | 55,04                      |
| Frente Municipal para la Victoria                   | Frente para la Victoria Santacruceña          | Pablo Enrique Noguera             | 2.898                         | 11,42                      |                            | 25.371                     | 55,04                      |
| Construyamos Juntos                                 | Frente para la Victoria Santacruceña          | Gustavo Martínez                  | 2.603                         | 10,26                      |                            | 25.371                     | 55,04                      |
| Orieta es Gallegos                                  | Frente para la Victoria Santacruceña          | María Claudia Galcerán            | 1.249                         | 4,92                       |                            | 25.371                     | 55,04                      |
| Fuerza Santacruceña                                 | Frente para la Victoria Santacruceña          | Adirana del Carmen Reyes          | 1.015                         | 4,00                       |                            | 25.371                     | 55,04                      |
| Río Gallegos para Todos                             | Frente para la Victoria Santacruceña          | Francisco Mansilla                | 949                           | 3,74                       |                            | 25.371                     | 55,04                      |
| Por la Victoria                                     | Frente para la Victoria Santacruceña          | José Antonio Navarro              | 477                           | 1,88                       |                            | 25.371                     | 55,04                      |
|                                                     | Unidos por Río Gallegos                       | Alternativa                       | Alicia Hebe Campbell          | 7.429                      | 39,41                      | 18.852                     | 40,90                      |
| Aceptá el Desafío                                   | Unidos por Río Gallegos                       | Humberto Irusta                   | 2.599                         | 13,79                      |                            | 18.852                     | 40,90                      |
| Junto a Vos                                         | Unidos por Río Gallegos                       | Pedro Alejandro Valenzuela        | 2.324                         | 12,33                      |                            | 18.852                     | 40,90                      |
| Sigamos Adelante                                    | Unidos por Río Gallegos                       | José Antonio Águila               | 1.772                         | 9,40                       |                            | 18.852                     | 40,90                      |
| Cerca                                               | Unidos por Río Gallegos                       | Luis Barrientos                   | 1.220                         | 6,47                       |                            | 18.852                     | 40,90                      |
| Una Ciudad Moderna                                  | Unidos por Río Gallegos                       | Daniel Osvaldo Gatti              | 987                           | 5,24                       |                            | 18.852                     | 40,90                      |
| Encuentro Cívico                                    | Unidos por Río Gallegos                       | Guillermo Herrera                 | 907                           | 4,81                       |                            | 18.852                     | 40,90                      |
| Al Servicio del Pueblo                              | Unidos por Río Gallegos                       | Rosa Gladys Uribe Suriabre        | 712                           | 3,78                       |                            | 18.852                     | 40,90                      |
| Una Ciudad para Vivir Mejor                         | Unidos por Río Gallegos                       | Pedro Enrique García              | 530                           | 2,81                       |                            | 18.852                     | 40,90                      |
| Río Gallegos al Futuro                              | Unidos por Río Gallegos                       | ítalo José Bringas                | 372                           | 1,97                       |                            | 18.852                     | 40,90                      |
|                                                     | Encuentro Ciudadano                           | —                                 | Gabriel Esteban Oliva         | —                          | —                          | 1.021                      | 2,21                       |
|                                                     | Partido Obrero                                | —                                 | Graciela Mabel Fierro         | —                          | —                          | 853                        | 1,85                       |
| Votos positivos                                     | Votos positivos                               | Votos positivos                   | Votos positivos               | Votos positivos            | Votos positivos            | 46.097                     | 81,15                      |
| Votos en blanco                                     | Votos en blanco                               | Votos en blanco                   | Votos en blanco               | Votos en blanco            | Votos en blanco            | 9.944                      | 17,51                      |
| Votos nulos                                         | Votos nulos                                   | Votos nulos                       | Votos nulos                   | Votos nulos                | Votos nulos                | 762                        | 1,34                       |
| Participación                                       | Participación                                 | Participación                     | Participación                 | Participación              | Participación              | 56.803                     | 78,09                      |
| Electores registrados                               | Electores registrados                         | Electores registrados             | Electores registrados         | Electores registrados      | Electores registrados      | 72.738                     | 100                        |
| Río Turbio 1 Diputado                               |                                               |                                   |                               |                            |                            |                            |                            |
| Lema                                                | Lema                                          | Sublema                           | Candidato                     | Sublema                    | Sublema                    | Lema                       | Lema                       |
| Lema                                                | Lema                                          | Sublema                           | Candidato                     | Votos                      | %                          | Votos                      | %                          |
|                                                     | Frente para la Victoria Santacruceña          | Crecimiento y Progreso            | Atanacio Pérez Osuna          | 1.457                      | 37,18                      | 3.919                      | 80,95                      |
| Militancia Justicialista                            | Frente para la Victoria Santacruceña          | Alicia Álvarez                    | 1.270                         | 32,41                      |                            | 3.919                      | 80,95                      |
| La Corriente                                        | Frente para la Victoria Santacruceña          | Martín Sajama                     | 592                           | 15,11                      |                            | 3.919                      | 80,95                      |
| Trabajar para Cambiar                               | Frente para la Victoria Santacruceña          | Ester Nancy Hernández             | 220                           | 5,61                       |                            | 3.919                      | 80,95                      |
| Agrupación 17 de Noviembre                          | Frente para la Victoria Santacruceña          | Ramón González                    | 150                           | 3,83                       |                            | 3.919                      | 80,95                      |
| Sembrando Esperanza                                 | Frente para la Victoria Santacruceña          | Federico Ramón Borda              | 139                           | 3,55                       |                            | 3.919                      | 80,95                      |
| Lealtad y Renovación                                | Frente para la Victoria Santacruceña          | Mirta Raquel Villar               | 91                            | 2,32                       |                            | 3.919                      | 80,95                      |
|                                                     | Unión para Vivir Mejor en Río Turbio          | Integración por Río Turbio        | Juan Olivera                  | 377                        | 40,89                      | 922                        | 19,05                      |
| Juntos a la Par                                     | Unión para Vivir Mejor en Río Turbio          | Manuel Gregori                    | 198                           | 21,48                      |                            | 922                        | 19,05                      |
| Río Turbio al Futuro                                | Unión para Vivir Mejor en Río Turbio          | Jorge Chocoma                     | 106                           | 11,50                      |                            | 922                        | 19,05                      |
| Río Turbio para Todos                               | Unión para Vivir Mejor en Río Turbio          | Daniel Horacio Calima             | 100                           | 10,85                      |                            | 922                        | 19,05                      |
| Todos Juntos Podemos                                | Unión para Vivir Mejor en Río Turbio          | Ramñon Rodríguez                  | 91                            | 9,87                       |                            | 922                        | 19,05                      |
| Unión por Río Turbio                                | Unión para Vivir Mejor en Río Turbio          | José Andrés Rojas                 | 50                            | 5,42                       |                            | 922                        | 19,05                      |
| Votos positivos                                     | Votos positivos                               | Votos positivos                   | Votos positivos               | Votos positivos            | Votos positivos            | 4.841                      | 85,68                      |
| Votos en blanco                                     | Votos en blanco                               | Votos en blanco                   | Votos en blanco               | Votos en blanco            | Votos en blanco            | 722                        | 12,78                      |
| Votos nulos                                         | Votos nulos                                   | Votos nulos                       | Votos nulos                   | Votos nulos                | Votos nulos                | 87                         | 1,54                       |
| Participación                                       | Participación                                 | Participación                     | Participación                 | Participación              | Participación              | 5.650                      | 76,78                      |
| Electores registrados                               | Electores registrados                         | Electores registrados             | Electores registrados         | Electores registrados      | Electores registrados      | 7.359                      | 100                        |